# Litanies pour l'an 2000
Albums de Gilles Servat
15 ans de chansons
(1982) Escales
(2003)
Litanies pour l’an 2000 est la deuxième compilation de Gilles Servat, parue en 1996 chez Mercury. 
L'ensemble des chansons sont parues entre 1972 et 1975, mis à part Je ne hurlerai pas avec les loups qui est sortie en 1983.

## Titres de l'album
1. La Blanche Hermine (Gilles Servat) - 3:42
2. Kalendour (Gilles Servat) - 4:15
3. Île de Groix (Michelle Le Poder / Gilles Servat) - 2:50
4. L’Hirondelle (Gilles Servat) - 2:46
5. Montparnasse Blues (Gilles Servat) - 3:05
6. La liberté brille dans la nuit (Gilles Servat / Michel Devy) - 2:37
7. Je dors en Bretagne ce soir (Gilles Servat) - 3 :29
8. Traon An Dour (Gilles Servat) - 1:53
9. L'Institutrice de Quimperlé (A. Servat / Gilles Servat) - 2:29
10. Désertion ( Gilles Servat) - 2:32
11. La Terre des morts (Gilles Servat) - 4:26
12. Litanies pour L’an 2000 (Gilles Servat) - 3:25
13. Complainte de L'Île-d'Yeu (Gilles Servat) - 2 41
14. Je ne hurlerai pas avec les loups (Gilles Servat / Bernard Grosmolard) - 16:02
15. Demain (Gilles Servat) - 2:27
16. Dernière chanson ( Gilles Servat) - 4:27